# Tamsoft
Tamsoft Corporation (株式会社タムソフト, Kabushiki Gaisha Tamu Sofuto) est une entreprise japonaise fondée en 1992, basée dans le quartier de Asakusa à Tokyo, qui exerce son activité dans le développement et l'édition de jeux vidéo.

## Jeux développés
| Titre                                                  | Système                                   | Support                                        | Date |
| ------------------------------------------------------ | ----------------------------------------- | ---------------------------------------------- | ---- |
| Samurai Shodown                                        | Game Boy                                  | Cartouche                                      | 1994 |
| Steamgear Mash                                         | Saturn                                    | CD-ROM                                         | 1995 |
| Battle Arena Toshinden                                 | PlayStation, Saturn, Game Boy, Windows    | CD-ROM, cartouche                              | 1995 |
| Battle Arena Toshinden 2                               | PlayStation, Saturn, Windows              | CD-ROM                                         | 1995 |
| Battle Arena Toshinden 3                               | PlayStation                               | CD-ROM                                         | 1996 |
| Choro Q (Penny Racers en Europe)                       | PlayStation                               | CD-ROM                                         | 1996 |
| Choro Q 2                                              | PlayStation                               | CD-ROM                                         | 1997 |
| AbalaBurn                                              | PlayStation                               | CD-ROM                                         | 1998 |
| Guardian's Crusade                                     | PlayStation                               | CD-ROM                                         | 1998 |
| Choro Q 3                                              | PlayStation                               | CD-ROM                                         | 1998 |
| Toshinden Subaru                                       | PlayStation                               | CD-ROM                                         | 1999 |
| Dog of Bay                                             | PlayStation 2                             | DVD-ROM                                        | 2000 |
| Ore ga Kantoku da!                                     | PlayStation 2                             | DVD-ROM                                        | 2000 |
| Kikansha Thomas – Sodor-tou no Nakama-tachi            | Game Boy Color                            | Cartouche                                      | 2001 |
| D.N.A.: Dark Native Apostle                            | PlayStation 2                             | DVD-ROM                                        | 2001 |
| Ore ga Kantoku da! Vol.2                               | PlayStation 2                             | DVD-ROM                                        | 2002 |
| Itadaki Street 3                                       | PlayStation 2                             | DVD-ROM                                        | 2002 |
| Virtua Tennis 2                                        | PlayStation 2                             | DVD-ROM                                        | 2002 |
| Zero4 Champ Series : Drift Champ                       | PlayStation 2                             | DVD-ROM                                        | 2002 |
| Makai Tenshō                                           | PlayStation 2                             | DVD-ROM                                        | 2003 |
| Onechanbara: Bikini Samurai Squad                      | Xbox 360                                  | DVD-ROM                                        | 2006 |
| Ikki Tousen: Eloquent Fist                             | PlayStation Portable                      | UMD                                            | 2008 |
| Alien Crush Return                                     | Wii                                       | Distribution numérique (WiiWare)               | 2008 |
| OneChanbara: Bikini Zombie Slayers                     | Wii                                       | DVD-ROM                                        | 2008 |
| Koisuru Purin!: Koi ha Daibouken! Dr. Kanmi no Yabou!? | Nintendo DS                               | Cartouche                                      | 2008 |
| Norimono Oukoku: You! Unten Shichainayo!               | Nintendo DS                               | Cartouche                                      | 2008 |
| Tokyo Beat Down                                        | Nintendo DS                               | Cartouche                                      | 2008 |
| Unknown Soldier: Mokuba no Houkou                      | Nintendo DS                               | Cartouche                                      | 2008 |
| Dream Club                                             | Xbox 360, PlayStation 3                   | DVD-ROM, BRD                                   | 2009 |
| Dream Club Portable                                    | PlayStation Portable                      | UMD                                            | 2010 |
| Ikki Tousen: Xross Impact                              | PlayStation Portable                      | UMD                                            | 2010 |
| Family Party: Fitness Fun                              | Wii                                       | DVD-ROM                                        | 2010 |
| OneeChanbara Special                                   | PlayStation Portable                      | UMD                                            | 2011 |
| Dream Club Zero                                        | Xbox 360, PlayStation 3, PlayStation Vita | DVD-ROM, BRD, carte PlayStation Vita           | 2011 |
| Senran Kagura: Shōjo-tachi no Shinei                   | Nintendo 3DS                              | Cartouche, distribution numérique              | 2011 |
| Family Party: 30 great games                           | Wii U                                     | DVD-ROM                                        | 2012 |
| Senran Kagura Burst                                    | Nintendo 3DS                              | Cartouche, distribution numérique              | 2012 |
| Senran Kagura Shinovi Versus                           | PlayStation Vita, Steam                   | Carte PlayStation Vita, distribution numérique | 2013 |
| Hyperdimension Neptunia: Producing Perfection          | PlayStation Vita                          | Carte PlayStation Vita                         | 2013 |
| Senran Kagura 2: Deep Crimson                          | Nintendo 3DS                              | Cartouche, distribution numérique              | 2014 |
| Hyperdimension Neptunia U: Action Unleashed            | PlayStation Vita, Steam                   | Carte PlayStation Vita, Distribution numérique | 2014 |
| Senran Kagura Estival Versus                           | PlayStation 4, PlayStation Vita           | BRD, Carte PlayStation Vita                    | 2014 |
| Natsuiro High School: Seishun Hakusho                  | PlayStation 3, PlayStation 4              | BRD                                            | 2015 |
| MegaTagmension Blanc + Neptune VS. Zombie              | PlayStation Vita, Steam                   | Carte PlayStation Vita, Distribution numérique | 2015 |
| Drive Girls                                            | PlayStation Vita                          | Carte PlayStation Vita                         | 2017 |
| Cyberdimension Neptunia: 4 Goddesses Online            | PlayStation 4, Steam                      | BRD, Distribution numérique                    | 2017 |
| Onechanbara Z2: Chaos                                  | PlayStation 4, Steam                      | BRD, Distribution numérique                    | 2017 |
| School Girl/Zombie Hunter                              | PlayStation 4                             | BRD                                            | 2017 |
| Senran Kagura Peach Beach Splash                       | PlayStation 4, Steam                      | BRD, Distribution numérique                    | 2017 |
| Senran Kagura Reflexions                               | Nintendo Switch                           | Cartouche                                      | 2017 |
| Gintama Rumble                                         | PlayStation 4, PlayStation Vita           | BRD, Carte PlayStation Vita                    | 2018 |
| Happy Manager                                          | PlayStation 4                             | BRD                                            | 2018 |
| Captain Tsubasa: Rise of New Champions                 | PlayStation 4, Windows                    | BRD                                            | 2020 |

### Simple series
| Titre | Système              | Support                | Date |
| --- | -------------------- | ---------------------- | ---- |
| Simple 1500 Hello Kitty Series Vol.1: Hello Kitty Bowling                                                        | PlayStation          | CD-ROM                 | 2001 |
| Simple 1500 Hello Kitty Series Vol.2: Hello Kitty Illust Puzzle                                                  | PlayStation          | CD-ROM                 | 2001 |
| Simple 1500 Hello Kitty Series Vol.3: Hello Kitty Block Kuzushi                                                  | PlayStation          | CD-ROM                 | 2001 |
| Simple 1500 Series Vol.13: The Race (Pro Racer en Europe)                                                        | PlayStation          | CD-ROM                 | 1999 |
| Simple 1500 Series Vol.14: the Block Kuzushi                                                                     | PlayStation          | CD-ROM                 | 1999 |
| Simple 1500 Series Vol.18: the Bowling                                                                           | PlayStation          | CD-ROM                 | 1999 |
| Simple 1500 Series Vol.45: the Block Kuzushi 2                                                                   | PlayStation          | CD-ROM                 | 2003 |
| Simple 2000 Series Vol.5: The Block Kuzushi Hyper                                                                | PlayStation 2        | DVD-ROM                | 2002 |
| Simple 2000 Series Vol.7: The Boxing (Boxing Champions en Europe)                                                | PlayStation 2        | DVD-ROM                | 2002 |
| Simple 2000 Series Vol.20: The Dungeon RPG: Shinobu ~Mamono no Sumu Shiro~ (Eternal Quest en Europe)             | PlayStation 2        | DVD-ROM                | 2002 |
| Simple 2000 Series Vol.24: The Bowling Hyper (Bowling Xciting en Europe)                                         | PlayStation 2        | DVD-ROM                | 2003 |
| Simple 2000 Series Vol.27: The Pro Yakyuu ~2003 Pennant Race~                                                    | PlayStation 2        | DVD-ROM                | 2003 |
| Simple 2000 Series Vol.30: The Street Baske 3on3 (Basketball Xciting en Europe)                                  | PlayStation 2        | DVD-ROM                | 2003 |
| Simple 2000 Series Vol.47: The Kessen Sekigahara (Shogun's Blade en Europe)                                      | PlayStation 2        | DVD-ROM                | 2004 |
| Simple 2000 Series Vol.48: The Taxi ~Utenshu ha Kimida~ (Taxi Rider en Europe)                                   | PlayStation 2        | DVD-ROM                | 2004 |
| Simple 2000 Series Vol.50: The Daibijin (Demolition Girl en Europe)                                              | PlayStation 2        | DVD-ROM                | 2004 |
| Simple 2000 Series Vol.51: The Senkan (Iron Sea en Europe)                                                       | PlayStation 2        | DVD-ROM                | 2004 |
| Simple 2000 Series Vol.54: The Daikaijuu (Deep Water en Europe)                                                  | PlayStation 2        | DVD-ROM                | 2004 |
| Simple 2000 Series Vol.55: The Catfight: Onna Neko Densetsu (Fighting Angels en Europe)                          | PlayStation 2        | DVD-ROM                | 2004 |
| Simple 2000 Series Vol.55: The Pro Yakyuu 2004                                                                   | PlayStation 2        | DVD-ROM                | 2004 |
| Simple 2000 Series Vol.61: The Oneechanbara (Zombie Zone en Europe)                                              | PlayStation 2        | DVD-ROM                | 2004 |
| Simple 2000 Series Vol.63: The Suiei Taikai (Party Girls en Europe)                                              | PlayStation 2        | DVD-ROM                | 2004 |
| Simple 2000 Series Vol.65: The Kyonshi Panic (Zombie Attack en Europe)                                           | PlayStation 2        | DVD-ROM                | 2004 |
| Simple 2000 Series Vol.68: The Tousou Highway (Car Race Challenge en Europe)                                     | PlayStation 2        | DVD-ROM                | 2004 |
| Simple 2000 Series Vol.73: The Saiyuutou Saruden                                                                 | PlayStation 2        | DVD-ROM                | 2005 |
| Simple 2000 Series Vol.79: The Party Quiz                                                                        | PlayStation 2        | DVD-ROM                | 2005 |
| Simple 2000 Series Vol.80: The Oneechampuruu: ~The Oneechan Special Chapter~ (Zombie Hunters en Europe)          | PlayStation 2        | DVD-ROM                | 2005 |
| Simple 2000 Series Vol.87: The Nadeshiko (Dragon Sisters en Europe)                                              | PlayStation 2        | DVD-ROM                | 2005 |
| Simple 2000 Series Vol.90: The OneeChanbara 2                                                                    | PlayStation 2        | DVD-ROM                | 2005 |
| Simple 2000 Series Vol.101: The Oneechanpon ~The Oneechanbara 2 Special Chapter~ (Zombie Hunters 2 en Europe)    | PlayStation 2        | DVD-ROM                | 2006 |
| Simple 2000 Series Vol.102: The Hohei ~Senjou no Inutachi~ (Covert Command en Europe)                            | PlayStation 2        | DVD-ROM                | 2006 |
| Simple 2000 Series Vol.106: The Block Kuzushi Quest ~DragonKingdom~                                              | PlayStation 2        | DVD-ROM                | 2006 |
| Simple 2000 Series Vol.109: The Taxi 2 ~Untenshi ha Yappari Kimi da!~                                            | PlayStation 2        | DVD-ROM                | 2006 |
| Simple 2000 Series Vol.110: The Tousou Prisoner ~Los City Shinjitsu Heno 10 Jikan~                               | PlayStation 2        | DVD-ROM                | 2006 |
| Simple 2000 Series Vol.112: The Tousou Highway 2 ~Road Warrior 2050~                                             | PlayStation 2        | DVD-ROM                | 2006 |
| Simple 2000 Series Vol.113: The Tairyou Jigoku                                                                   | PlayStation 2        | DVD-ROM                | 2007 |
| Simple 2000 Series Vol.114: The Jo'okappichi Torimonochou ~Oharuchan GOGOGO!~                                    | PlayStation 2        | DVD-ROM                | 2007 |
| Simple 2000 Series Vol.118: The Ochimusha ~Ikaebu Samurai Toujou~                                                | PlayStation 2        | DVD-ROM                | 2007 |
| Simple 2000 Series Vol.120: The Saigo no Nihonhei ~Utsukushiki Kokudo Dakkan Sakusen~                            | PlayStation 2        | DVD-ROM                | 2007 |
| Simple 2000 Series Ultimate Vol.3: Saisoku! Zokukuruma King (Maxxed Out Racing en Europe)                        | PlayStation 2        | DVD-ROM                | 2002 |
| Simple 2000 Series Ultimate Vol.6: Love*Upper! (Heartbeat Boxing en Europe)                                      | PlayStation 2        | DVD-ROM                | 2003 |
| Simple 2000 Series Ultimate Vol.7: Saikyou! Shirobai King (Police Chase Down en Europe)                          | PlayStation 2        | DVD-ROM                | 2003 |
| Simple 2000 Series Ultimate Vol.13: Kurusou! Tansha King (Motorbike King en Europe)                              | PlayStation 2        | DVD-ROM                | 2003 |
| Simple 2000 Series Ultimate Vol.15: Love*Pingpong! (Pink Pong en Europe)                                         | PlayStation 2        | DVD-ROM                | 2003 |
| Simple 2000 Series Ultimate Vol.18: Love*1Aerobic! (Fitness Fun en Europe)                                       | PlayStation 2        | DVD-ROM                | 2004 |
| Simple 2000 Series Ultimate Vol.21: Kenka Joutou! Yankee Banchou (Street Boyz en Europe)                         | PlayStation 2        | DVD-ROM                | 2004 |
| Simple 2000 Series Ultimate Vol.24: Makai Tensho (réédition)                                                     | PlayStation 2        | DVD-ROM                | 2005 |
| Simple 2000 Series Ultimate Vol.25: Chou Saisoku! Zokukuruma King BU no BU                                       | PlayStation 2        | DVD-ROM                | 2005 |
| Simple 2000 Series Ultimate Vol.30: Kōrin! Zokusha God ~Buchigiri*Airabuyū~ (Maxxed Out Racing: Nitro en Europe) | PlayStation 2        | DVD-ROM                | 2005 |
| Simple 2500 Portable!! Series Vol.5: The Block Kuzushi Quest ~DragonKingdom~                                     | PlayStation Portable | UMD                    | 2006 |
| Simple 2500 Portable!! Series Vol.12: The Hohei 2: Senyuu yo, Sakini Ike                                         | PlayStation Portable | UMD                    | 2009 |
| Simple 2500 Portable!! Series Vol.13: The Akuma Hunters - Exorsister                                             | PlayStation Portable | UMD                    | 2009 |
| Simple DS Series Vol.20: The Senkan                                                                              | Nintendo DS          | Cartouche              | 2007 |
| Simple DS Series Vol.21: The Hohei                                                                               | Nintendo DS          | Cartouche              | 2007 |
| Simple DS Series Vol.22: The AgeAge Zeroyon Midnight                                                             | Nintendo DS          | Cartouche              | 2007 |
| Simple DS Series Vol.29: The Sports Daishuugou                                                                   | Nintendo DS          | Cartouche              | 2007 |
| Simple DS Series Vol.34: The Haishasan                                                                           | Nintendo DS          | Cartouche              | 2008 |
| Simple DS Series Vol.39: The Shouboutai                                                                          | Nintendo DS          | Cartouche              | 2008 |
| Simple 2000 Wii Series Vol 2: The Party Game                                                                     | Wii                  | DVD-ROM                | 2008 |
| Simple V Series Vol. 1: The Docodemo Gal Mahjong                                                                 | PlayStation Vita     | Carte PlayStation Vita | 2014 |
| Simple V Series Vol. 2: The Tōsō Highway Fullboost: Nagoya–Tokyo Gekisō 4-jikan                                  | PlayStation Vita     | Carte PlayStation Vita | 2014 |